# Liste des courses à la direction du Parti libéral du Canada
La première course à la direction du Parti libéral du Canada s'est tenu en 1919.

## 1919
La course à la direction du Parti libéral du Canada de 1919 s'est tenu à Ottawa (Ontario) le 7 août, 1919.
| Premier dépouillement        | Premier dépouillement |
| ---------------------------- | --------------------- |
| KING, William Lyon Mackenzie | 344                   |
| FIELDING, William Stevens    | 297                   |
| GRAHAM, George Perry         | 153                   |
| MCKENZIE, Daniel Duncan      | 153                   |
| Total des votes enregistrés  | 947                   |
| Deuxième dépouillement       |                       |
| KING, William Lyon Mackenzie | 411                   |
| FIELDING, William Stevens    | 344                   |
| GRAHAM, George Perry         | 124                   |
| MCKENZIE, Daniel Duncan      | 60                    |
| Total des votes enregistrés  | 939                   |

Graham s'est retiré pendant que le troisième vote eu lieu. McKenzie s'est retiré pendant que le dépouillement était en train de se faire. Les votes n'ont pas été comptabilisés et le congrès a immédiatement procédé au cinquième vote.
| Cinquième dépouillement      | Cinquième dépouillement |
| ---------------------------- | ----------------------- |
| KING, William Lyon Mackenzie | 476                     |
| FIELDING, William Stevens    | 438                     |
| Total des votes enregistrés  | 914                     |

## 1948
La course à la direction du Parti libéral du Canada de 1948 s'est tenu à Ottawa (Ontario) le 7 août, 1948.
| Premier dépouillement       | Premier dépouillement |
| --------------------------- | --------------------- |
| ST. LAURENT, Louis Stephen  | 848                   |
| GARDINER, James Garfield    | 323                   |
| POWER, Charles Gavan        | 56                    |
| Total des votes enregistrés | 1227                  |

## 1958
La course à la direction du Parti libéral du Canada de 1958 s'est tenu à Ottawa (Ontario) le 16 janvier 1958.
| Premier dépouillement       | Premier dépouillement |
| --------------------------- | --------------------- |
| PEARSON, Lester Bowles      | 1074                  |
| MARTIN, Paul Joseph James   | 305                   |
| HENDERSON, Harold Lloyd     | 1                     |
| Total des votes enregistrés | 1380                  |

## 1968
La course à la direction du Parti libéral du Canada de 1968 s'est tenu à Ottawa (Ontario) le 6 avril, 1968.
| Premier dépouillement                                                | Premier dépouillement |
| -------------------------------------------------------------------- | --------------------- |
| TRUDEAU, Pierre Elliott                                              | 752                   |
| HELLYER, Paul Theodore                                               | 330                   |
| WINTERS, Robert Henry                                                | 293                   |
| MARTIN, Paul Joseph James                                            | 277                   |
| TURNER, John Napier                                                  | 277                   |
| GREENE, John James                                                   | 169                   |
| MACEACHEN, Allan Joseph                                              | 163                   |
| KIERANS, Eric William                                                | 103                   |
| HENDERSON, Harold Lloyd                                              | 0*                    |
| Votes rejetés                                                        | 24                    |
| Total des votes enregistrés                                          | 2390                  |
| * Henderson n'était pas délégué au congrès, mais son épouse l'était. |                       |
| Deuxième dépouillement                                               |                       |
| TRUDEAU, Pierre Elliott                                              | 964                   |
| WINTERS, Robert Henry                                                | 473                   |
| HELLYER, Paul Theodore                                               | 465                   |
| TURNER, John Napier                                                  | 347                   |
| GREENE, John James                                                   | 104                   |
| MACEACHEN, Allan Joseph                                              | 11                    |
| Votes rejetés                                                        | 15                    |
| Total des votes enregistrés                                          | 2379                  |

MacEachan avait annoncé après le premier dépouillement qu'il se retirait de l'élection pour appuyer la candidature de Trudeau, mais il manqua l'échéance pour retirer son nom de l'élection.
| Troisième dépouillement     | Troisième dépouillement |
| --------------------------- | ----------------------- |
| TRUDEAU, Pierre Elliott     | 1051                    |
| WINTERS, Robert Henry       | 621                     |
| HELLYER, Paul Theodore      | 377                     |
| TURNER, John Napier         | 279                     |
| GREENE, John James          | 29                      |
| Votes rejetés               | 19                      |
| Total des votes enregistrés | 2376                    |
| Quatrième dépouillement     |                         |
| TRUDEAU, Pierre Elliott     | 1203                    |
| WINTERS, Robert Henry       | 954                     |
| TURNER, John Napier         | 195                     |
| Votes rejetés               | 13                      |
| Total des votes enregistrés | 2365                    |

## 1984
La course à la direction du Parti libéral du Canada de 1984 s'est tenu à Ottawa (Ontario) le 16 juin 1984.
| Premier dépouillement                 | Premier dépouillement |
| ------------------------------------- | --------------------- |
| John Turner                           | 1 593                 |
| Jean Chrétien                         | 1 067                 |
| Donald Johnston                       | 278                   |
| John Roberts                          | 185                   |
| Mark MacGuigan                        | 135                   |
| John Munro (homme politique canadien) | 93                    |
| Francis Eugene Whelan                 | 84                    |
| Votes rejetés                         | 2                     |
| Total des votes enregistrés           | 3 437                 |
| Deuxième dépouillement                |                       |
| John Turner                           | 1 862                 |
| Jean Chrétien                         | 1 398                 |
| Donald Johnston                       | 192                   |
| Vote rejeté                           | 1                     |
| Total des votes enregistrés           | 3 423                 |

## 1990
La course à la direction du Parti libéral du Canada de 1990 s'est tenu à Calgary (Alberta) le 23 juin 1990.
| Premier dépouillement       | Premier dépouillement |
| --------------------------- | --------------------- |
| Jean Chrétien               | 2 652                 |
| Paul Martin                 | 1 176                 |
| Sheila Copps                | 499                   |
| Tom Wappel                  | 267                   |
| John Nunziata               | 64                    |
| Votes rejetés               | 10                    |
| Total des votes enregistrés | 4 668                 |

## 2003
La course à la direction du Parti libéral du Canada de 2003 s'est tenu à Toronto (Ontario) le 14 novembre, 2003.
| Premier dépouillement       | Premier dépouillement |
| --------------------------- | --------------------- |
| Paul Martin                 | 3 242                 |
| Sheila Copps                | 211                   |
| Votes rejetés               | 2                     |
| Total des votes enregistrés | 3 455                 |

## 2006
La course à la direction du Parti libéral du Canada de 2006 a eu lieu à Montréal, Québec, le 2 au 3 décembre 2006.
Premier dépouillement
- Michael Ignatieff - 1,412 (29,3 %)
- Bob Rae - 977 (20,3 %)
- Stéphane Dion - 856 (17,8 %)
- Gerard Kennedy - 854 (17,7 %)
- Ken Dryden - 238 (4,9 %)
- Scott Brison - 192 (4,0 %)
- Joe Volpe - 156 (3,2 %)
- Martha Hall Findlay - 130 (2,7 %)

Deuxième dépouillement
- Michael Ignatieff - 1,481 (31,8 %)
- Bob Rae - 1132 (24,1 %)
- Stéphane Dion - 974 (20,8 %)
- Gerard Kennedy - 884 (18,8 %)
- Ken Dryden - 219 (4,7 %)

Troisième dépouillement
- Stéphane Dion - 1,782 (37,0 %)
- Michael Ignatieff - 1,660 (34,5 %)
- Bob Rae - 1,375 (28,5 %)

Quatrième et dernier dépouillement
- Stéphane Dion 2,521 (54,7 %)
- Michael Ignatieff - 2,084 (45,3 %)

## 2013
La course à la direction du Parti libéral du Canada de 2013 a eu lieu à Ottawa - Ontario le 14 avril 2013.
| Premier dépouillement | Nb     | %     |
| --------------------- | ------ | ----- |
| Justin Trudeau        | 24 668 | 80,65 |
| Joyce Murray          | 3 130  | 10,23 |
| Martha Hall Findlay   | 1 760  | 5,75  |
| Martin Cauchon        | 815    | 2,66  |
| Deborah Coyne         | 214    | 0,70  |
| Bulletins rejetés     | 0      |       |
| Total                 | 30 587 | 100   |